# Garry Tallent
Garry Wayne Tallent (Detroit, Míchigan, EE. UU., 27 de octubre de 1949), a veces apodado como Garry W. Tallent, es un músico y productor musical norteamericano, conocido principalmente por su larga labor como bajista de la E Street Band de Bruce Springsteen.

## Biografía
Tallent nació en Detroit en el año 1949. Junto a su familia y varios parientes, fue mudándose por el sur de Estados Unidos hasta que, finalmente en 1964, se establecieron en Neptune City. Por aquel entonces había probado varios instrumentos como la flauta, el clarinete, el violín y el contrabajo. Con la invasión musical británica se extendió la creencia de que todo grupo necesitaba un bajo eléctrico, por lo que su vecino y amigo Johnny Lyon le prestó el suyo para que pasara a utilizarlo en el grupo en el que antes tocaba la guitarra.
Finalmente, adquirió un Framus Star, que aprendió a utilizar practicando líneas de bajistas notables como James Jamerson, Donald "Duck" Dunn, y Paul McCartney. Mientras trabajaba en la fábrica de Danelectro, comenzó a ser un habitual en el escenario del Upstage Club de Asbury Park, donde acudían regularmente Steve Van Zandt (Little Steven), Clarence Clemons y Danny Federici, futuros miembros de la E Street Band, así como Bruce Springsteen. Este último formó un grupo con Little Steven al bajo hasta que, al cambiarse a la guitarra en 1971, recomendara a Tallent para el puesto de bajista. Así, la E Street Band estaría dispuesta para grabar su primer disco con Bruce Springsteen, Greetings from Asbury Park, N.J..
Además de su trayectoria como músico con Springsteen, Tallent ha trabajado como músico de sesión y productor con multitud de artistas, como Jim Lauderdale y Steve Forbert. Durante los años 90 durante una pausa de la E Street Band, se mudó a Nashville, donde abrió el estudio de grabación MoonDog y participó en la fundación del sello discográfico D'Ville Record Group.
Actualmente, Tallent reside en Whitefish.

## Estilo musical
Garry Tallent tiene libertad al trabajar con Bruce Springsteen. Éste presenta las melodías con voz y guitarra, y desde ahí Tallent compone su parte. Aunque la primera inclinación es hacer líneas que tienden a la melodía, sostiene que el rol del bajo es crear un puente entre ritmo y melodía, por lo que crea líneas siguiendo esa pauta.
En cuanto a la sencillez de las líneas, cuando Vinnie Lopez, con un estilo muy activo, era batería en la E Street Band, Tallent tendía a crear líneas de bajo también de esa manera, que además no seguían de forma rígida al bombo. En cambio, al llegar Max Weinberg a la banda, las tendencias pasaron a ser más simples, siguiendo el axioma menos es más.

## Técnica
Tallent suele tocar con los dedos, ya sea alternando dos o usando solamente uno, mientras que usa púa únicamente para determinadas canciones. Con las grabaciones de Eddie Cochran como influencia, al utilizar púa, silencia (mutea) las cuerdas con la mano izquierda y la palma de la mano derecha.
Al entrar al estudio con Bruce Springsteen y darse cuenta de lo depurada que era la técnica de los demás músicos, decidió recibir clases de Jerry Jemmott, que le enseñó ejercicios de calentamiento para la mano derecha, para conseguir una forma de tocar más firme y consistente. Desde entonces, ensaya con un vúmetro, intentando que la aguja se mantenga lo más recta posible.